# 약물 사용 검토

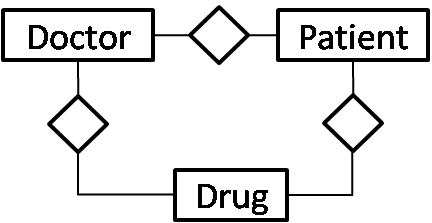

약물 사용 검토(藥物使用檢討, 영어: drug utilization review, DUR)는 의약품의 처방, 조제, 투여, 섭취를 검토하는 것을 말한다. 이렇게 인가되고 구조화된 진행 검토는 PBM(Pharmacy Benefit Manager)과 관련된다. 또, DUE(drug use/ utilization evaluation)와 MUE(medication utilization evaluations)는 둘 다 약물 사용 검토(DUR)와 같은 말이다.
사회, 경제적 발전과 함께 의료 비용이 빠르게 상승하는데 이는 전 세계 의료 보호 시스템에 부담이 되고 있다. 고령인구, 변화하는 질병 스펙트럼, 의료 기술의 진보와 변화는 의료 비용 증가로 이어지는 주된 문제이다. 여기서 의학, 의료 자원 할당을 개선하고 최적화하기 위한 DUR 및 약물 경제 평가를 이용하는 방법이 수많은 국가가 마주치는 주된 문제가 되고 있다.
약물 사용 검토는 약물이 (개개의 환자를 대상으로) 적절히 사용됨을 보증하는데 도움을 준다. 약물 사용 검토에서 환자를 위해 제조되는 모든 과정을 포함한 이력이 정확히 나열된다. 또, 이 검토는 적절한 의사 결정을 의료적으로 이루고 환자를 위한 긍정적인 결과를 얻을 수 있도록 설계되어 있다. 치료가 부적절한 것으로 간주되면 약물 최적화를 위해 의료제공자나 환자에 개입한다. 특히 지역 의료 환경에서는 약물 사용 검토는 약사에게 주된 역할이 주어진다. 게다가 세계보건기구(WHO)는 사회에서 4단계의 약물 이용을 규정하고 있다. 이 네 단계는 마케팅, 배포, 처방, 사용으로 나뉜다.

## 역사

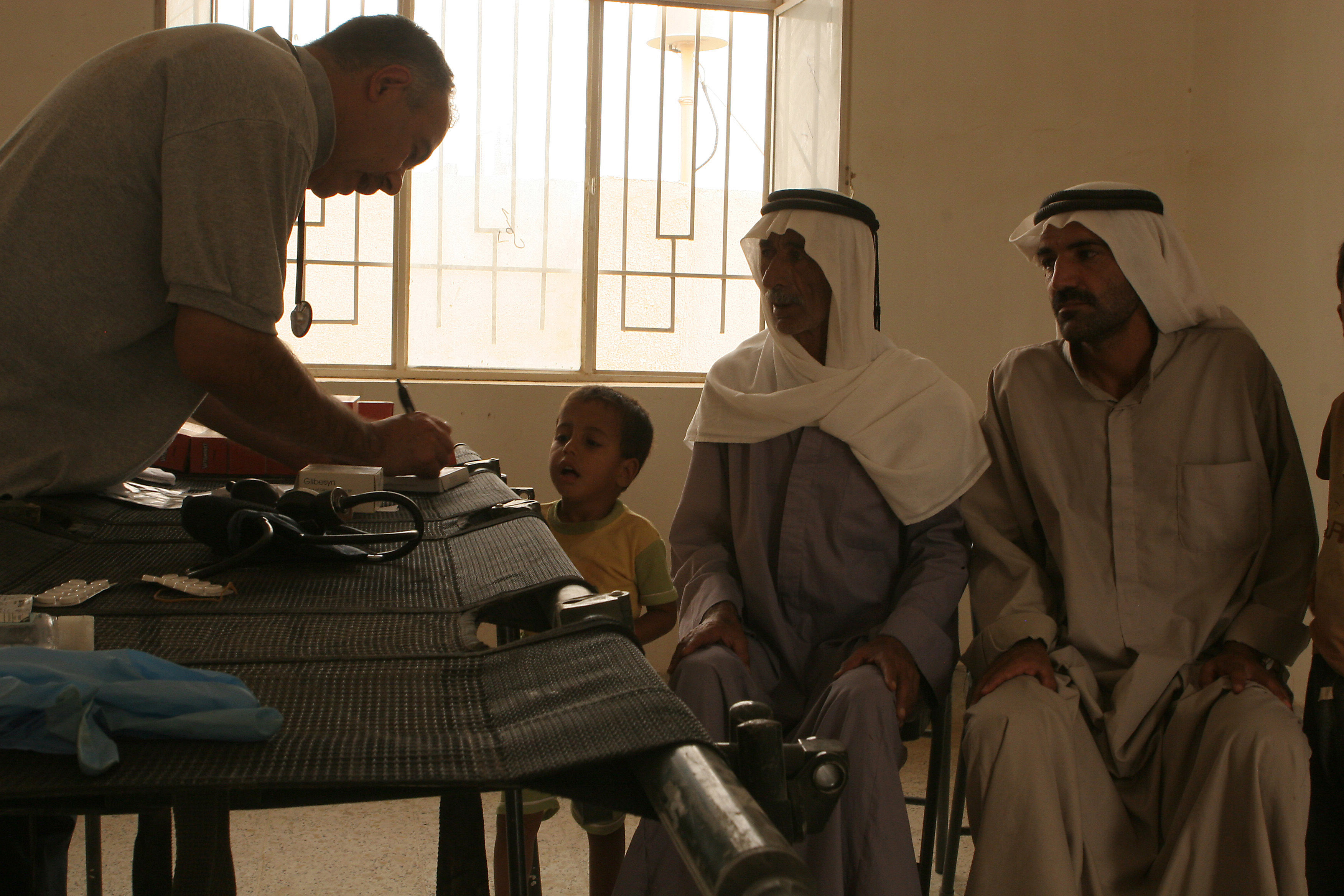
의사가 환자를 위해 약물을 처방하고 있다

약물 사용 검토는 북아메리카에서 기원하였다. 그러나 최근 수년 간 다른 국가들에서 약물 사용 검토에 관해 더 많은 연구가 이루어지고 있다.

## 같이 보기
- 의약품 안심 서비스: 대한민국에서 부르는 "약물 사용 검토"의 다른 이름